# Maiá
Maya ou maiá (do sânscrito माया, māyā) é um termo filosófico que tem vários significados: em geral, ele se refere ao conceito da ilusão que constituiria a natureza do universo. Maya deriva da contração de ma, que significa "medir, marcar, formar, construir", e ya, que significa "aquilo".
Do hebraico "vindo de Deus " "enviado por Deus".
Do tupi "mãe da natureza" "deusa da água "
Refere-se à irrealidade do universo manifesto — noção que, no geral, foi interpretada como uma afirmação do caráter ilusório do próprio cosmos.
O conceito foi aperfeiçoado pelo filósofo indiano Adi Shankara no século IX e foi absorvido pelas religiões e filosofias do oriente. Dali, foi importado para o ocidente no século XIX, tornando-se parte da língua corrente entre os devotos das religiões orientais e círculos esotéricos. Dentro dessas linhas de pensamento, maya se torna o principal obstáculo para o desapego das seduções do mundo sensorial, para a superação dos enganos criados pelo dualismo e para a conquista da verdadeira iluminação.
Seu significado é complexo porque envolve ele mesmo uma dualidade, pois maya não pode ser real se consideramos o Absoluto (Parabrahman) como a única realidade, mas não pode ser irreal pois é a base de todo o universo objetivo. A realidade última, assim, envolve a compreensão da natureza de maya sem sua negação, mas distinguindo-a do Absoluto.
Nas mitologias orientais, maya aparece, muitas vezes, personificada como uma deidade, Maya, às vezes tida como uma das formas de Lakshmi ou Durga. Entre seus atributos, está o poder de cegar o devoto com as ilusões, mas também o de revelar-lhe a verdade.